# Фёрст, Грифф
Грифф Фёрст (англ. Griff Furst) — американский актёр, режиссёр и продюсер.

## Биография
Этан Гриффит Форштейн родился 17 сентября, 1981 года, в городе Ван-Найсе, Лос-Анджелес, штат Калифорния, США. Его отец, Стивен Фёрст, был режиссёром.

## Карьера
В кино снимается с 2000-х, режиссёрский дебют состоялся в 2007 году в фильме «Я — воин».
В 2013 снялся в пилотном эпизоде телесериала «Банши» в роли шерифа Лукаса Худа. Позднее его персонаж появился в третьем сезоне. В 2014 Грифф Фёрст сыграл второстепенную роль в боевике «Терминатор: Генезис», благодаря которой получил известность.
В 2016 получил небольшую роль в фильме «Великолепная семёрка». В этом же году готовится к выпуску триллер «Холодная Луна», Фёрст выступает в качестве режиссёра .

## Личная жизнь
В 2011 женился на Анджеле Мередит Фёрст.

## Семья
- Отец — Стивен Фёрст, так же актёр.
- Супруга — Анджела Мередит Фёрст, поженились в 2011 году.
- Брат — Нейтан Фёрст, композитор.

## Фильмография

### Актёр
| Год       |    | Русское название            | Оригинальное название                   | Роль                  |
| --------- | -- | --------------------------- | --------------------------------------- | --------------------- |
| 2004      | ф  | Змеиная битва               | Boa vs. Python                          | Джеймс                |
| 2006      | ф  | Экзорцизм                   | Exorcism: The Possession of Gail Bowers | Кларк Педерсон        |
| 2006      | с  | C.S.I.: Место преступления  | CSI: Crime Scene Investigation          | фотограф              |
| 2007      | ф  | Попутчик: Дорога смерти     | The Hitchhiker                          | Пол                   |
| 2008      | тф | Данвичский ужас             | The Dunwich Horror                      | профессор Уолтер Райс |
| 2009      | ф  | Я люблю тебя, Филлип Моррис | I Love You Phillip Morris               | Марк                  |
| 2011      | ф  | Зелёный Фонарь              | Green Lantern                           | оперативник #1        |
| 2012      | ф  | Транзит                     | Transit                                 | лейтенант Б. Морган   |
| 2012      | ф  | Призрак в школе             | Haunted High                            | Гарланд               |
| 2013      | ф  | Иллюзия обмана              | Now You See Me                          | агент                 |
| 2013—2015 | с  | Банши                       | Banshee                                 | шериф Лукас Худ       |
| 2014      | ф  | Пришествие Дьявола          | Devil's Due                             | Кит                   |
| 2015      | ф  | Фокус                       | Focus                                   | Гарет                 |
| 2015      | ф  | Последний обряд             | Demonic                                 | Ривз                  |
| 2015      | ф  | Терминатор: Генезис         | Terminator Genisys                      | агент Бёрк            |
| 2015      | ф  | Трамбо                      | Trumbo                                  | организатор церемонии |
| 2016      | ф  | Кодекс чести                | Code of Honor                           | Джерри Саймон         |
| 2016      | ф  | Великолепная семёрка        | The Magnificent Seven                   | Филлипс               |
| 2016      | ф  | Основатель                  | The Founder                             | Джим Зиен             |

### Режиссёр
- 2007 — Я — воин / I Am Omega

### Продюсер
- 2009 — Дом из костей / House of Bones
- 2012 — Призрак в школе / Haunted High

### Монтажёр
- 2009 — Дом из костей / House of Bones